# Кон-ла-Гранвиль
Кон-ла-Гранви́ль (фр. Cons-la-Grandville) — коммуна во французском департаменте Мёрт и Мозель региона Лотарингия. Относится к  кантону Лонгийон.	

## География

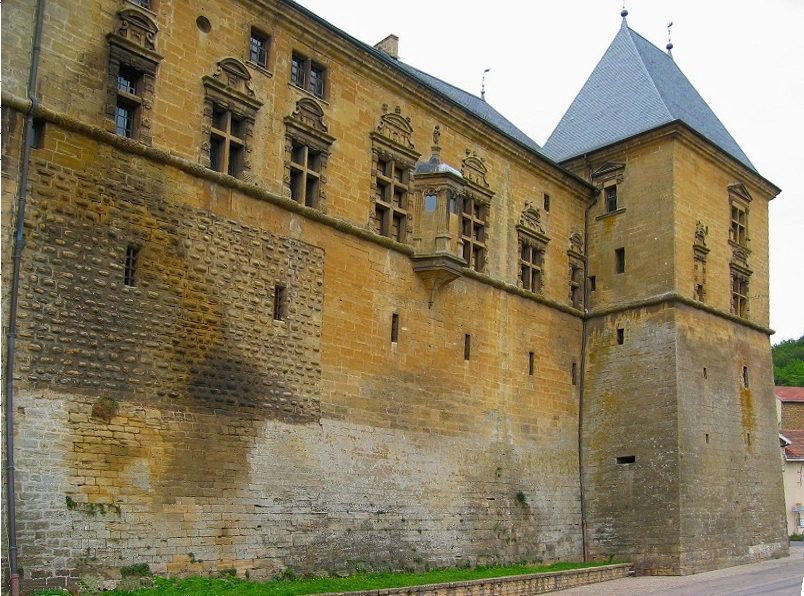
Замок Кон-ла-Гранвиль.

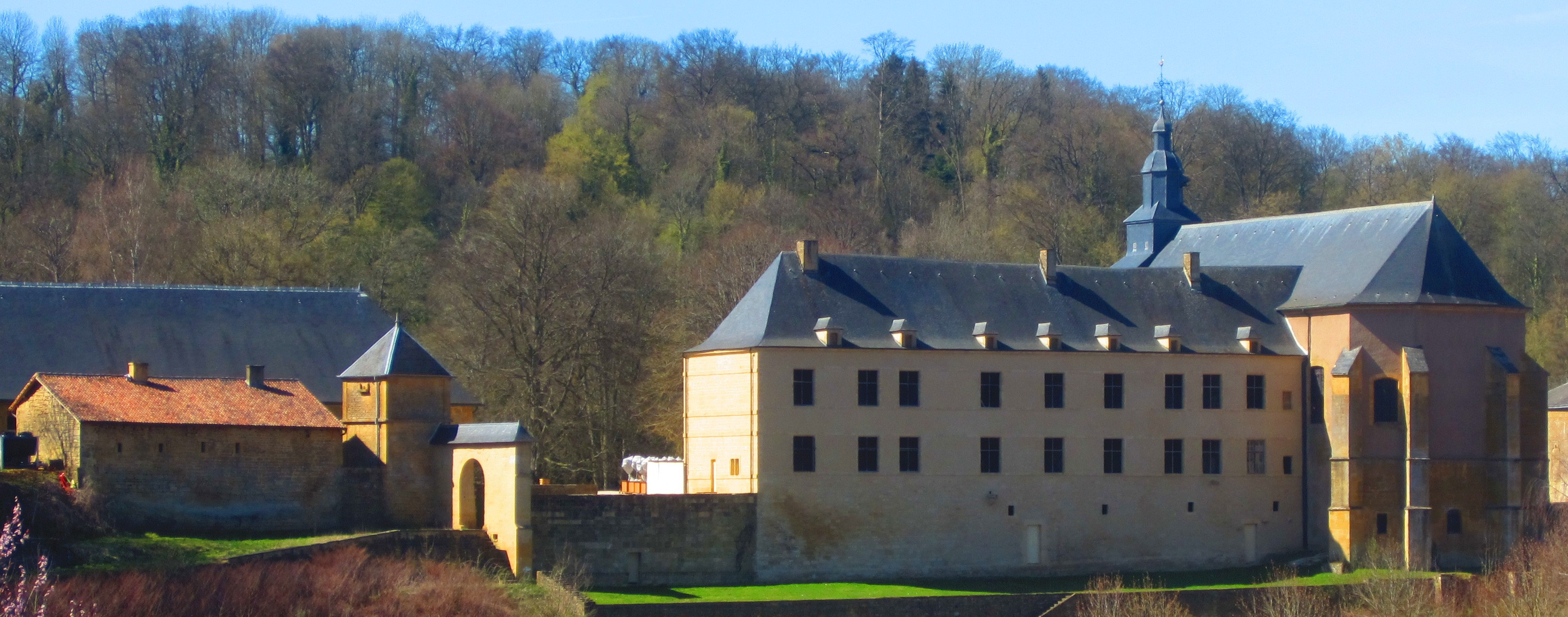
Монастырь в Кон-ла-Гранвиль.

Кон-ла-Гранвиль расположен в 55 км к северо-западу от Меца и в 95 км к северу от Нанси. Соседние коммуны: Кон-э-Ромен на севере, Лекси и Реон на северо-востоке, Кютри на востоке, Шеньер на юго-востоке, Юньи на юге, Монтиньи-сюр-Шье на западе, Френуа-ла-Монтань на северо-западе.
Стоит на реке Шьер.

## История
- На территории коммуны находятся следы галло-романского периода.
- Замок Кон-ла-Гранвиль впервые упоминается в XI веке.
- Бенедиктинский приорат Сен-Мишель основан в 1088 году.
- В городе с XI века занимались выплавкой металла.

### Металлургия
Первая доменная печь в Кон-ла-Гранвиле появилась на правом берегу Шьер в 1820 году. В 1865 году она была заменена на новую, которая работала до 1878 года. Остатки домны видны до сих пор и являются памятником истории с 1974 года.

## Демография
Население коммуны на 2010 год составляло 579 человек.
| 1962 | 1968 | 1975 | 1982 | 1990 | 1999 | 2010 |
| ---- | ---- | ---- | ---- | ---- | ---- | ---- |
| 790  | 828  | 769  | 669  | 596  | 608  | 579  |

## Достопримечательности
- Величественный замок XIII, XVI и XVIII веков.
- Крипты XI века с фресками XIV века.

## Известные уроженцы
- Леонс де Ламберти (фр. Léonce de Lambertye, 1810—1877) — французский ботаник.